# دومينغو مورا
دومينغو مورا (بالإنجليزية: Domingo Mora؛ بالإسبانية: Domingo Mora) هو نحات أمريكي وإسباني وأوروغواياني، ولد في 1840 في برشلونة في إسبانيا، وتوفي في 24 يوليو 1911 في سان فرانسيسكو في الولايات المتحدة.